# نبيل عنكور
نبيل عنكور (بالفرنسية: Nabil Aankour)‏ مواليد 9 أغسطس 1993 في تمسمان، المغرب، هو لاعب كرة قدم مغربي يلعب كلاعب وسط.

## المسيرة الاحترافية

### أندية لعب لها
- كورونا كييلتسى

## روابط خارجية
- نبيل عنكور على موقع قاعدة بيانات كرة القدم.إي يو (الإنجليزية)
- نبيل عنكور على موقع Soccerway.com (الإنجليزية)